# Begonia plumieri
Begonia plumieri là một loài thực vật có hoa trong họ Thu hải đường. Loài này được Kunth mô tả khoa học đầu tiên năm 1864.